# Coloni FC187
Chronologie des modèles (1987)
Aucun Coloni FC188
La Coloni FC187, également connue sous la dénomination Coloni C1, est la première monoplace de Formule 1 engagée par l'écurie Coloni en championnat du monde de Formule 1 1987. Elle est pilotée par l'Italien Nicola Larini qui a représenté les couleurs de cette équipe en championnat international de Formule 3000 1986.

## Historique
En 1987, Enzo Coloni souhaite engager son écurie en Formule 1. Il demande alors au jeune ingénieur italien Maurizio Ori, qui travaillait auparavant pour Dallara, de concevoir un châssis répondant à la réglementation technique de la discipline-reine du sport automobile. Première monoplace conçue par Coloni, la FC187 se conforme par anticipation à la réglementation en vigueur en 1988 avec un pédalier en retrait de l'axe des roues avant et des voies larges. Cette monoplace, de livrée intégralement jaune, est propulsée par un moteur V8 atmosphérique Ford-Cosworth développant 575 chevaux.
La FC187 fait sa première apparition lors de son Grand Prix national, en Italie, onzième manche du championnat. Nicola Larini, vingt-septième des qualifications, ne parvient pas à se qualifier puisque seuls vingt-six pilotes sont autorisés à prendre le départ de la course. Néanmoins, il devance de près d'une seconde l'AGS JH22 de Pascal Fabre.
Coloni fait l'impasse sur le Grand Prix suivant, au Portugal, et revient en Espagne avec une FC187 dotée de soubassements, de radiateurs et d'échappements modifiés,. Ces améliorations permettent à Larini d'obtenir de justesse la vingt-sixième et dernière place qualificative pour la course, à 8,5 secondes de la pole position établie par Nelson Piquet (Williams). L'Italien abandonne au neuvième tour, à la suite de la casse de sa suspension, alors qu'il était vingt-deuxième,.
Coloni ne dispute pas les trois dernières manches du championnat disputées en dehors du continent européen, faute d'un budget suffisant, mais prend part à l'intégralité de la saison 1988.

## Résultats en championnat du monde de Formule 1
| Saison | Écurie                        | Moteur               | Pneumatiques | Pilotes       | Courses | Courses | Courses | Courses | Courses | Courses | Courses | Courses | Courses | Courses | Courses | Courses | Courses | Courses | Courses | Courses | Points inscrits | Classement |
| Saison | Écurie                        | Moteur               | Pneumatiques | Pilotes       | 1       | 2       | 3       | 4       | 5       | 6       | 7       | 8       | 9       | 10      | 11      | 12      | 13      | 14      | 15      | 16      | Points inscrits | Classement |
| ------ | ----------------------------- | -------------------- | ------------ | ------------- | ------- | ------- | ------- | ------- | ------- | ------- | ------- | ------- | ------- | ------- | ------- | ------- | ------- | ------- | ------- | ------- | --------------- | ---------- |
| 1987   | Enzo Coloni Racing Car System | Ford-Cosworth DFZ V8 | Goodyear     |               | BRÉ     | SMR     | BEL     | MON     | DET     | FRA     | GBR     | ALL     | HON     | AUT     | ITA     | POR     | ESP     | MEX     | JAP     | AUS     | 0               | 16e        |
| 1987   | Enzo Coloni Racing Car System | Ford-Cosworth DFZ V8 | Goodyear     | Nicola Larini |         |         |         |         |         |         |         |         |         |         | Nq      |         | Abd.    |         |         |         | 0               | 16e        |

Légende : ici 

## Résultats du Trophée Colin Chapman
En 1987, les écuries Tyrrell, Larrousse, AGS, March Engineering et Coloni, toutes équipées d'un moteur Ford, participent au trophée Colin Chapman dédié aux équipes utilisant un moteur atmosphérique. Coloni se classe cinquième de ce trophée, sans avoir marqué de point.
Nicola Larini, éligible au trophée Jim Clark récompensant le meilleur pilote utilisant un bloc atmosphérique est quant à lui huitième, sans avoir marqué de point.
| Saison | Écurie                        | Moteur               | Pneumatiques | Pilotes       | Courses | Courses | Courses | Courses | Courses | Courses | Courses | Courses | Courses | Courses | Courses | Courses | Courses | Courses | Courses | Courses | Points inscrits | Classement |
| Saison | Écurie                        | Moteur               | Pneumatiques | Pilotes       | 1       | 2       | 3       | 4       | 5       | 6       | 7       | 8       | 9       | 10      | 11      | 12      | 13      | 14      | 15      | 16      | Points inscrits | Classement |
| ------ | ----------------------------- | -------------------- | ------------ | ------------- | ------- | ------- | ------- | ------- | ------- | ------- | ------- | ------- | ------- | ------- | ------- | ------- | ------- | ------- | ------- | ------- | --------------- | ---------- |
| 1987   | Enzo Coloni Racing Car System | Ford-Cosworth DFZ V8 | Goodyear     |               | BRÉ     | SMR     | BEL     | MON     | DET     | FRA     | GBR     | ALL     | HON     | AUT     | ITA     | POR     | ESP     | MEX     | JAP     | AUS     | 0               | 5e         |
| 1987   | Enzo Coloni Racing Car System | Ford-Cosworth DFZ V8 | Goodyear     | Nicola Larini |         |         |         |         |         |         |         |         |         |         | Nq      |         | Abd.    |         |         |         | 0               | 5e         |

Légende : ici 